# Oxfordmössa

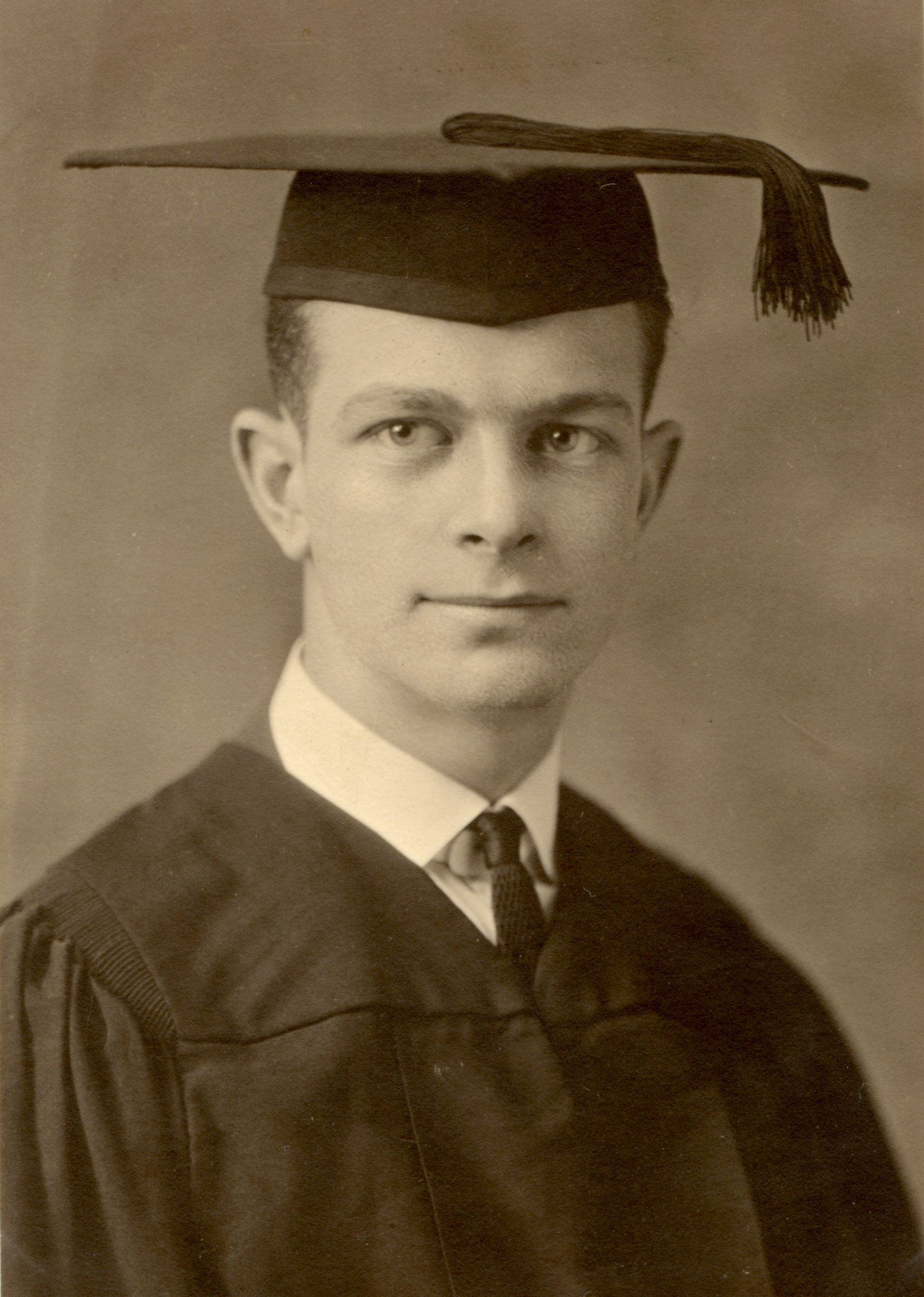
Linus Pauling i Oxfordmössa.

En oxfordmössa är en studentmössa med fyrkantigt tak och tofs. Den används i engelskspråkiga länder vid examensceremonier och har spritt sig till bland annat Asien, men har också använts av lärare som arbetskläder. Den kallas också mortarboard efter franskans mortier, med folketymologisk påverkan av mortar, "murbruk", efter likheten med den platta en murare har murbruket på.
Tofsen brukar ha olika färger beroende på fakultet, och dekoreras med till exempel examensåret.